# Dead Fish
Dead Fish é uma banda brasileira de hardcore melódico que se formou em Vitória, no ano de 1991.
O grupo lançou quatro discos e inúmeras demos antes de romper a barreira independente. O grupo conquistou projeção no âmbito nacional através do disco Zero e Um lançado pela Deckdisc em 2004, com produção de Rafael Ramos e mixado por Ryan Greene, responsável por faixas-símbolo do hardcore mundial.
A banda se tornou notória por seu posicionamento político expresso em favor de pautas progressistas.
É composto atualmente por Rodrigo Lima (vocal) e os paulistas Marcos Melloni (bateria), Ricardo Mastria (guitarra) e Igor Tsurumaki (baixo).

## História
Em Vitória, no início dos anos 90, um grupo de amigos que curtia andar de skate resolveu se reunir para tocar juntos. Sem qualquer pretensão e inspirados por Dead Kennedys, Inocentes e 7 Seconds, Marcelo “Suicidal” (vocal), Marcel Dadalto (guitarra solo), Gustavo “Arroz” Buteri (guitarra base), Leonardo “Formiguinha” (baixo), e "Rato" Maldonado (Bateria) (que posteriormente foi substituído por Leandro “Nô”) formaram o Stage Dive. Pouco tempo depois, Rodrigo Lima assumiu os vocais e é onde a história começa de verdade. Não tinham instrumentos e não sabiam tocar. Aprenderam a fazer, fazendo. De covers de Ramones, Bad Brains e Bad Religion, logo passaram a compor suas próprias canções e a fazer os primeiros shows. Descobriram que já existiam bandas chamadas Stage Dive, então escreveram alguns nomes em um papel. O sorteado foi Dead Fresh Fish, que acabou reduzido para Dead Fish.
Em 1995 lançam a demo tape Re-Progresso e três anos depois, seu primeiro CD chamado Sirva-se pelo selo capixaba Lona! Records. O álbum vendeu mais de dez mil cópias durante um ano de divulgação, fato incomum para uma banda independente, principalmente no começo daquela década.
Após o primeiro álbum, lançaram Sonho Médio. O álbum é histórico para o hardcore brasileiro. Apesar da proposta para continuar na Lona! Records, decidiram que queriam fazer eles mesmos a produção e distribuição de um novo álbum. Criaram um selo fictício, a princípio só para “ter o que colocar na capa”, e assim nasceu a Terceiro Mundo Produções Fonográficas (que além de lançar material do Dead Fish viria a lançar CDs de bandas como Sugar Kane e Noção de Nada) em 1999 e Afasia em 2001. Giuliano, até então guitarrista, resolveu deixar a banda no mesmo ano. O álbum tem uma sonoridade diferente dos antecessores, representando, em partes, a fase pela qual a banda estava passando. Durante a finalização do álbum, que iria se chamar Iceberg, começaram a surgir conflitos internos entre os integrantes.
As opiniões e atitudes de Giuliano passaram a divergir muito com o que Nô e Rodrigo estavam dispostos a fazer. O clima pesou nos shows e nos ensaios e, para evitar o fim da banda, reuniram-se com Alyand e Murilo e chegaram ao consenso de que a saída de Giuliano era a melhor alternativa.
Em dezembro de 2002 gravaram um álbum ao vivo no Hangar 110 em São Paulo.
Em meados de 2003, Murilo, o outro guitarrista do Dead Fish, deixa a banda que ameaça acabar. No fim do mesmo ano, eles recebem uma proposta de uma gravadora, a Deckdisc. A banda aceita a proposta, chama Philippe e Hóspede para assumir as guitarras e entram em estúdio para gravar o quarto disco de inéditas, o Zero e Um de 2004. No mesmo ano, o Dead Fish ganha projeção nacional ao receber o VMB de banda revelação, lançando seu primeiro DVD, o MTV Apresenta Dead Fish.
Em 2006, lançam mais um álbum pela mesma gravadora chamado Um Homem Só e tem relançadas sua primeiras demo tapes pelo selo Läjä Records, sob o título de Demo Tapes, que ainda conta com diversos vídeos da banda, além de flyers e cartazes de shows do início da carreira.
Em 2007, a banda fez 20 shows na Alemanha e República Tcheca. No fim de dezembro do mesmo ano, o guitarrista Hóspede acaba saindo da banda por motivos não explicados. No final de 2008, o baterista Nô deixa a banda por motivos pessoais, sendo substituído por Marcão (Ação Direta). O último registro de Nô, foi comandando as baquetas da banda em Contra Todos. Muitas pessoas entraram e saíram da banda, mas a saída de Nô foi certamente a mais significativa, pelo menos para Rodrigo. Os dois eram amigos de longa data, começaram juntos a história do Dead Fish e o real motivo por eles romperem nunca foi divulgado. Nesse mesmo ano, foram os vencedores do Video Music Brasil 2009 na categoria melhor videoclipe de hardcore.
Em 2011 a banda comemorou 20 anos de atividades, lançando no ano seguinte o registro Dead Fish 20 Anos Ao Vivo no Circo Voador.
Em 24 de setembro de 2013, Philippe Fargnoli deixa o Dead Fish depois de 10 anos de estrada, alegando se dedicar a outros projetos musicais, novas bandas, estudar bastante e aprofundar mais o trabalho como produtor musical em seu estúdio. Posteriormente o mesmo foi efetivado na banda CPM 22. Dias depois, o Dead Fish anunciou a entrada do novo guitarrista da banda, Ric Mastria, ex-guitarrista do Level Nine e atualmente guitarrista da banda de hardcore Sugar Kane. Apesar de entrar no Dead Fish, Ric deixou claro que não deixará o Sugar Kane por assumir a guitarra em outra banda.
Em 9 de junho de 2014, o Dead Fish criou um projeto no site de financiamento coletivo Catarse para levantar fundos para a gravação do novo álbum. Findados os 45 dias de prazo, o projeto do Dead Fish se tornou a maior arrecadação por financiamento coletivo do país somando um total de R$ 246.381. O álbum, intitulado Vitória, foi lançado em 2015, nos formatos de CD e LP, pelo selo Red Star Recordings.
No dia 14 de dezembro de 2018, foi comunicado a saída do baixista Alyand.
Em 30 de maio de 2019, sai o álbum Ponto Cego, marcando a volta da banda à Deckdisc. O primeiro single do álbum foi "Sangue nas mãos".
Em 2020, é lançado Lado Bets, álbum com uma seleção de 10 faixas entre ‘sobras de estúdio’, singles, versões e faixas escondidas gravadas entre os anos de 2004 e 2019.
Em 2022, para comemorar os 30 anos da banda, com 1 ano de atraso devido à pandemia, lançam o disco 30 + 1 gravado no Hangar 110 em São Paulo.
Em 2023, a banda é anunciada como atração do festival Best of Blues and Rock, em São Paulo, tocando na mesma noite que Steve Vai e Buddy Guy.

## Integrantes

#### Formação atual
- Rodrigo Lima - vocais (1991 - presente)
- Marcos Melloni - bateria (2009 - presente)
- Ric Mastria - guitarra (2013 - presente)
- Igor Tsurumaki - baixo (músico de apoio desde 2019; 2020 - presente)

#### Ex-integrantes
- Formiguinha - baixo (1991 - 1996)
- Arroz - guitarra (1991 - 1997)
- Giuliano - guitarra (1997 - 2001)
- Murilo Queiroz - guitarra (1997 - 2003)
- Hóspede - guitarra (2003 - 2007)
- Leandro Pretti - bateria (1991 - 2009)
- Phil Fargnoli - guitarra (2003 - 2013)
- Alyand Barbosa - baixo (1996 - 2018)

## Discografia

#### Demos
- (1993) Demo #1
- (1995) (Re)Progresso...?

#### Álbuns de estúdio
- (1997) Sirva-Se
- (1999) Sonho Médio
- (2000) Afasia
- (2004) Zero e Um
- (2006) Um Homem Só
- (2009) Contra Todos
- (2015) Vitória
- (2019) Ponto Cego
- (2024) Labirinto da Memória

#### Álbuns ao vivo
- (2003) Ao Vivo
- (2004) MTV Apresenta: Dead Fish
- (2012) 20 Anos ao Vivo
- (2017) XXV ao Vivo em SP
- (2022) 30 + 1

#### EPs
- (2002) EP 2002

#### Coletâneas
- (2006) Demo Tapes
- (2010) O Melhor de Dead Fish
- (2020) Lado Bets